# 자카르타 예술위원회 소설 공모전
자카르타 예술위원회 소설 공모전(인도네시아어: Sayembara Novel Dewan Kesenian Jakarta)은 인도네시아의 자카르타에 소재한 자카르타 예술위원회(인도네시아어: Dewan Kesenian Jakarta)에서 주관하는 소설 공모전이다. 이 공모전에서 입상하는 것은 인도네시아의 작가들에게는 상당한 영광이다.
일반적으로 하나의 소설 작품에 대해 평가하여 시상하도록 되어 있다. 1974년부터 수상하였으며, 1975년까지는 '수상(Hadiah Penghargaan)'이라고만 하여 등급의 구별은 없었으나 1976년부터 4등급의 차등을 두어 1등(Hadiah I), 2등(Hadiah II), 3등(Hadiah III), 가작(Hadiah Harapan)으로 수상작의 순위를 매겼다. 1등상을 받을 정도의 작품이 없을 경우, 1등상 없이 2등상부터 수여하는 경우도 있었다. 2010년에는 다시 구별을 없애고 '당선(Unggulan)'이라고만 하여 수상하였다.

## 수상자 및 작품
| 연도 | 작품                        | 작가                       | 입상  |
| 1974 | Astiti Rahayu               | 아스파르                   | 수상  |
|      | Dari Hari ke Hari           | H. 마붑 주나이디           | 수상  |
|      | Qisas                       | C. M. 나스                 | 수상  |
|      | Sisa-Sisa Hari Kemarin      | 수파르타 브라타            | 수상  |
| 1975 | Mencoba Tidak Menyerah      | 유디스티라 아르디 누그라하 | 수상  |
|      | Raumanen                    | 마리아느 카토포            | 수상  |
| 1976 | Upacara                     | 코리 라윤 람판             | 2등상 |
|      | Pembayaran                  | 코윌 뇬리                  | 3등상 |
| 1977 | Jembatan                    | 에이하                     | 2등상 |
|      | Tiga Lagu Dolanan           | 이스마일 마르히민          | 2등상 |
|      | Aku Bukan Komunis           | 유디스티라 아르디 누그라하 | 가작  |
|      | Nakhoda                     | 에디루슬란 아만리자        | 가작  |
|      | Stasiun Bukit Gundul        | 아르스웬도 아트모윌로토    | 가작  |
| 1978 | Ke                          | 유디스티라 아르디 누그라하 | 3등상 |
| 1981 | Bako                        | 다르만 무니르              | 1등상 |
|      | Harapan Hadiah Harapan      | 나스자 자민                | 2등상 |
|      | Den Bagus                   | 수하르모노                 | 가작  |
|      | Dicari Hari yang Cerah      | E. 노비                    | 가작  |
|      | Ketika Lampu Berwarna Merah | 함삿 랑쿠티                | 가작  |
|      | Merdeka                     | 푸투 위자야                | 가작  |
|      | Panggil Aku Sakai           | 에디루슬란 아만리자        | 가작  |
| 1998 | 《사만》                    | 아유 우타미                | 1등상 |
|      | Api Awan Asap               | 코리 라윤 람판             | 2등상 |
|      | Dikalahkan Sang Sapurba     | 에디루슬란 아만리자        | 3등상 |
| 2003 | Dadaisme                    | 데위 사르티카              | 1등상 |
|      | Geni Jora                   | 아비다 엘 할리키           | 2등상 |
|      | Tabula Rasa                 | 라티 쿠말라                | 3등상 |
|      | Ular Keempat                | 구스 tf 사카이             | 가작  |
|      | Tanah Biru                  | 판두 압두라라만            | 가작  |
| 2006 | Hubbu                       | 마수리                     | 1등상 |
|      | Mutiara Karam               | 투시란 수세노              | 2등상 |
|      | Jukstaposisi                | 칼빈 미헬 시자야           | 3등상 |
|      | Glonggong                   | 주나이디 스티요노          | 가작  |
|      | Lanang                      | 요나탄 S. 라하르조         | 가작  |
| 2008 | Tanah Tabu                  | 아닌디타 S. 타입           | 1등상 |
| 2010 | Persiden                    | 위스란 하디                | 당선  |
|      | Lampuki                     | 아라팟 누르                | 당선  |
|      | Jatisaba                    | 라마이다 아크말            | 당선  |
|      | Memoar Alang-alang          | 헨드리 트자                | 당선  |